# Tshibalabala Kadima
Pour les articles homonymes, voir Kadima.
Tshibalabala Kadima est un boxeur congolais (RDC) né le 18 janvier 1962.

## Carrière
Tshibalabala Kadima est médaillé d'argent aux Jeux africains de Nairobi en 1987, s'inclinant en finale de la catégorie des poids super-lourds contre le Kényan Chris Odera.
Aux Jeux olympiques d'été de 1988 à Séoul, il est éliminé au premier tour dans la catégorie des poids super-lourds par l'Ouest-Allemand Andreas Schnieders (en).